# Produção conjunta
Em uma atividade produtiva com a forma de produção utilizada pode-se identificar facilmente os produtos fabricados, e custos indiretos de fabricação podem ser atribuídos aos produtos através de um critério de rateio. Entretanto, existem processos de fabricação que há uma série de custos que não são facilmente atribuídos aos produtos. É o caso em que no fluxo comum do processos produtivos são destacados mais de uma espécie ou qualidade de produto. Os produtos resultantes da produção conjunta  são denominados co-produto, subproduto ou sucata conforme a importância das suas vendas para a empresa.

## Tipos
- Coprodutos[2][3] são os produtos de um processo de produção conjunta, cujo faturamento é considerado significativo para a empresa, também chamando de produtos principais.Ex: Os diferentes tipos de carnes resultante do abate do gado de corte no frigorífico.
- Subprodutos[3][2] são os produtos de um processo de produção conjunta com menos importância em relação ao faturamento. O que diferencia os subprodutos das sucatas é que aqueles têm condição de comercialização, ou seja, sua venda é praticamente certa, mas seu faturamento é insignificante. Ex: nos frigoríficos são subprodutos os ossos, os chifres e os cascos do boi.
- Sucatas[3][2] (ou resíduos ou sobras) são os produtos derivados da produção (seja conjunta ou não) que não têm mercado certo.